# Elacomia misolensis
Elacomia misolensis är en skalbaggsart som beskrevs av J. Linsley Gressitt 1959. Elacomia misolensis ingår i släktet Elacomia och familjen långhorningar.
Artens utbredningsområde är Sulawesi. Inga underarter finns listade i Catalogue of Life.